# فريدي رافيلو
فريدي رافيلو (بالإسبانية: Freddy Ravello)‏ هو لاعب كرة قدم بيروفي في مركز الهجوم، ولد في 28 يناير 1955 في ليما في بيرو. شارك مع منتخب بيرو لكرة القدم. أما مع النوادي، فقد لعب مع أليانزا ليما.

## وصلات خارجية
- فريدي رافيلو على موقع قاعدة بيانات كرة القدم.إي يو (الإنجليزية)
- فريدي رافيلو على موقع ناشيونال فوتبول تيمز (الإنجليزية)